# Coupe de France masculine de handball 1997-1998
Navigation
Coupe de France 1996-1997 Coupe de France 1998-1999
La coupe de France masculine de handball 1997-1998 est la 16e édition de la compétition.
Les Spacer's de Toulouse remporte sa première coupe de France en disposant en finale du Montpellier Handball.

## Tableau final

### Seizièmes de finale
Les matchs se seraient déroulés autour du 21 février 1998.
| Club 1                           | Score   | Club 2                         |
| -------------------------------- | ------- | ------------------------------ |
| Massy Essonne Handball (D1)      | 26 - 17 | Billère Handball (?)           |
| US Créteil (D1)                  | 26 - 19 | AS Monaco (?)                  |
| US Ivry (D1)                     | 27 - 23 | Villeurbanne HBA (D1)          |
| Real Villepinte Vert Galant (D2) | 28 - 22 | SMEC Metz (D2)                 |
| AC Boulogne-Billancourt          | 28 - 24 | US Saintes CC (D2)             |
| AS Saint-Raphaël (N1)            | 28 - 27 | CSM Livry-Gargan (N1)          |
| Spacer's de Toulouse (D1)        | 28 - 25 | Mulhouse Sud Alsace (?)        |
| Villemomble Handball (N1)        | 29 - 28 | Dijon Bourgogne Handball (?)   |
| US Dunkerque (D1)                | 30 - 24 | Cavigal Nice Handball (D1)     |
| SLUC Nancy COS Villers (N1)      | 32 - 27 | Lille Villeneuve d'Ascq (D2)   |
| La Roche/Yon Vendée (N1)         | 16 - 32 | Montpellier Handball (D1)      |
| Girondins de Bordeaux HBC (D1)   | 32 - 23 | Marseille OM 13 CR (N1)        |
| SO Chambéry (D1)                 | 33 - 25 | HBC Gien Loiret (?)            |
| OC Cesson (N1)                   | 31 - 33 | PSG-Asnières (D1)              |
| ES Besançon (D2)                 | 36 - 33 | HBC Villefranche-sur-Saône (?) |
| UMS Pontault-Combault (D1)       | 39 - 34 | SC Sélestat (D1)               |

### Huitièmes de finale
Les matchs se seraient déroulés autour du 4 mars 1998.
| Club 1                      | Score   | Club 2                           |
| --------------------------- | ------- | -------------------------------- |
| ES Besançon (D2)            | 22 - 23 | PSG-Asnières (D1)                |
| Spacer's de Toulouse (D1)   | 24 - 17 | SLUC Nancy COS Villers (N1)      |
| Villemomble Handball (N1)   | 25 - 21 | Real Villepinte Vert Galant (D2) |
| Montpellier Handball (D1)   | 27 - 20 | AC Boulogne-Billancourt (D1)     |
| SO Chambéry (D1)            | 27 - 18 | Girondins de Bordeaux HBC (D1)   |
| Massy Essonne Handball (D1) | 27 - 21 | AS Saint-Raphaël (N1)            |
| US Ivry (D1)                | 30 - 22 | US Créteil (D1)                  |
| UMS Pontault-Combault (D1)  | 31 - 25 | US Dunkerque (D1)                |

### Quarts de finale
Les matchs se seraient disputés autour du 20 et 22 mars 1998.
| Équipe 1                   | Score   | Équipe 2                    | Aller | Retour |
| -------------------------- | ------- | --------------------------- | ----- | ------ |
| US Ivry (D1)               | 46 – 48 | Montpellier Handball (D1)   | 16-23 | 30-25  |
| Villemomble Handball (N1)  | 47 – 51 | Massy Essonne Handball (D1) | 24-26 | 23-25  |
| PSG-Asnières (D1)          | 53 – 51 | SO Chambéry (D1)            | 26-23 | 27-28  |
| UMS Pontault-Combault (D1) | 55 – 61 | Spacer's de Toulouse (D1)   | 27-31 | 28-30  |

Le Villemomble Handball, dernier club n'évoluant pas en Division 1, est éliminé.

### Demi-finales
Les matchs se seraient disputés autour les 17 et 19 avril 1998.
| Équipe 1             | Score   | Équipe 2               | Aller | Retour |
| -------------------- | ------- | ---------------------- | ----- | ------ |
| PSG-Asnières         | 48 – 52 | Montpellier Handball   | 20-21 | 28-31  |
| Spacer's de Toulouse | 48 – 42 | Massy Essonne Handball | 26-20 | 22-22  |

### Finale
La finale s'est disputée le 26 avril 1998 au Stade Pierre-de-Coubertin à Paris devant 3000 spectateurs :
| Club 1            | Score           | Club 2               |
| ----------------- | --------------- | -------------------- |
| Spacer's Toulouse | 27 – 20 (11-11) | Montpellier Handball |

Composition des équipes
- Spacer's Toulouse
  - Gardiens : Bruno Martini (46 min, 7 arrêts dont 0/3 pén.) ; Pierre Birades (14 min, 3 arrêts dont 1/1 pén.).
  - Joueurs de champ : Christophe Kempé (7), Jérôme Fernandez (6 dont 3 pén.), Rudi Prisăcaru (5), Stéphane Plantin (4), Patrick Carniel (2), Eric Négrel (1), Sébastien Lartigue (1), François Woum-Woum (1).
  - Entraîneurs : Claude Onesta et Alain Raynal.

- Montpellier Handball
  - Gardiens : 1. Daouda Karaboué (23 min, 5 arrêts dont 0/3 pén.) ; 16. Sorin Toacsen (37 min, 8 arrêts dont 3/3 pén.).
  - Joueurs de champ : Patrick Cazal (5), Cédric Burdet (4), Grégory Anquetil (4 dont 1 pén.), Andrej Golic (2 pén.), Adrian Grégory (2), Laurent Busselier (1), Didier Dinart (1), Rabah Gherbi (1).
  - Entraîneurs : Patrice Canayer et Didier Marcy.

- Arbitres : Cailleaux et Thirion.

## Vainqueur final
| Coupe de France masculine 1997-1998 Spacer's Toulouse (1re coupe de France) |